# Xilingaole
Xilingaole (kinesiska: 锡林高勒, 锡林高勒苏木) är en socken i Kina. Den ligger i den autonoma regionen Inre Mongoliet, i den norra delen av landet, omkring 570 kilometer väster om regionhuvudstaden Hohhot.
Genomsnittlig årsnederbörd är 415 millimeter. Den regnigaste månaden är april, med i genomsnitt 75 mm nederbörd, och den torraste är januari, med 2 mm nederbörd.